# Tetracnemus americanus
Tetracnemus americanus är en stekelart som först beskrevs av Girault 1916.  Tetracnemus americanus ingår i släktet Tetracnemus och familjen sköldlussteklar. Inga underarter finns listade i Catalogue of Life.